# Pulse 3: Invasion
Pulse 3: Invasion (La Puerta De Los Muertos 3 en Hispanoamérica,  (Conexión 3: Invasión en España) es una película de terror dirigida por Joel Soisson y protagonizada por Brittany Finamore y Rider Strong. Es la secuela de Pulse 2: Afterlife (2008), y la tercera y última parte de la adaptación de Pulse (2006).

## Sinopsis
Han pasado siete años desde que los supervivientes que quedan viven de forma primitiva sin hacer ningún tipo de uso de la electricidad. Estos viven en refugios alejados de las ciudades que han sido tomadas por los fantasmas.
Justine es ahora una adolescente que se escapa a la ciudad a tratar de hacer una vida para sí misma. Allí conocerá a Adam, otro superviviente que le ofrece su amistad y forjarán una alianza para afrontar a los fantasmas cibernéticos, y conocerán más supervivientes, como Zach, Salwa y Michelle, pero pronto descubrirá que Adam le ha estado engañando.

## Reparto
- Brittany Finamore como Justine.

- Rider Strong como Adam.

- Jackie Arnold como Zach.

- Noureen DeWulf como Salwa.

- Georgina Rylance como Michelle.